# Ostrogonek norowy
Ostrogonek norowy (Aphrastura subantarctica) – wątpliwy taksonomicznie gatunek małego ptaka z rodziny garncarzowatych (Furnariidae). Endemiczny dla wysp Diego Ramírez, będących najdalej na południe wysuniętą częścią Chile. Opisany w roku 2022, na podstawie badań genetycznych i cech morfologicznych wydzielony od innych przedstawicieli rodzaju Aphrastura. Wcześniej do rodzaju zaliczano: ostrogonka małego (A. spinicauda) i dużego (A. masafuerae).

## Taksonomia
Gatunek został naukowo opisany w sierpniu 2022 roku przez Ricardo Rozziego i współpracowników na łamach wydawanego w formie elektronicznej czasopisma „Scientific Reports”. Ponieważ artykuł ten nie spełnił wszystkich wymagań Międzynarodowego kodeksu nomenklatury zoologicznej (ICZN), autorzy we wrześniu tego samego roku opublikowali uzupełnienie na łamach „Boletín del Museo Nacional de Historia Natural”. Holotyp pochodził z wysp Diego Ramírez, był to samiec. Porównany został do ostrogonka małego (A. spinicauda). Oba taksony są genetycznie różne w oparciu o próbki mitochondrialne i autosomalne, bez dowodów na obecny przepływ genów. Chociaż wymagane są dalsze badania w celu określenia, jak dwa podobne ptaki żyją w innym środowisku, Rozzi et al. traktuje A. subantarctica jako nowy takson, biorąc pod uwagę jego unikalne cechy morfologiczne, genetyczne i behawioralne w środowisku nieleśnym. Odkrycie tego endemicznego wróblowego podkreśla potrzebę monitorowania i ochrony wciąż tego pozbawionego egzotycznych gatunków archipelagu, który jest obecnie chroniony przez niedawno utworzony park morski Diego Ramírez Islands-Drake Passage.
Nazwa naukowa gatunku została, jak wcześniej wspomniano, uznana jako błędna (wg zasady ICZN). Obecnie, traktuje się go jako populacja A. spinicauda, a za potwierdzenie, czy takson rzeczywiście jest gatunkiem, odpowiada South American Classification Committee (SACC).

### Etymologia
- Aphrastura – nazwa rodzajowa jest połączeniem słów z języka greckiego: αφραστος aphrastos – „cudowny” oraz ουρα oura – „ogon”[4],
- subantarctica – epitet gatunkowy nawiązuje do klimatu subantarktycznego, jaki panuje na wyspach Diego Ramírez[1].

## Występowanie i siedlisko

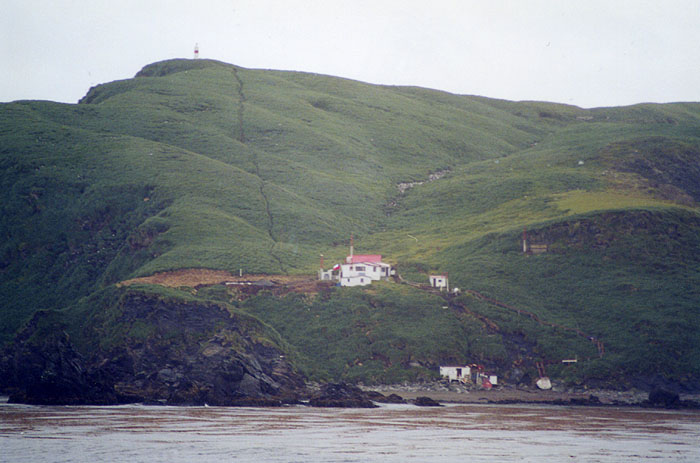
Jedna z wysp archipelagu

Endemicznie zamieszkuje archipelag Diego Ramírez, najbardziej wysunięty na południe punkt kontynentu południowoamerykańskiego, jednocześnie wyspy te położone są ok. 100 km od przylądka Horn (są też bardzo małe, bo jedna z wysp ma w przybliżeniu 79 ha), a od Antarktydy oddziela je Cieśnina Drake’a. Charakteryzują się równomiernymi opadami deszczu przez cały rok, niską temperaturą oraz silnymi wiatrami.
Archipelag ten jest odizolowany geograficznie i brakuje w nim lądowych ssaków drapieżnych (kotów lub szczurów), a także drzew, co zapewnia siedlisko kontrastujące z lasami zamieszkałymi przez pozostałe dwa gatunki z rodzaju Aphrastura. Jedynymi występującymi tutaj zwierzętami są sezonowo różne ptaki morskie i nieliczne małe ptaki lądowe, jak opisywany A. subantarctica. Na jednej z wysp stwierdzono obecność roślin z rodzaju Poa np. Poa flabellata, tworząc formację roślinną określaną jako Tussock.

## Morfologia
Wyglądem zbliżony do innych przedstawicieli Aphrastura. Ma zaokrąglone skrzydła i bardzo dziwną anatomię ogona, bowiem ogon jest dość krótki, ale sterówki mają małe, smukłe końce, przypominające ciernie. Żaden inny rodzaj w rodzinie nie ma podobnej struktury ogona. Ten gatunek różni się tymi cechami morfologicznymi od najbliżej spokrewnionych filogenetycznie rodzajów z podrodziny Synallaxinae występujących w południowo-zachodniej Ameryce Południowej: Leptasthenura i Sylviorthorhynchus. W przeciwieństwie do Aphrastura ogon Leptasthenura nie jest nagle i głęboko wycięty w części wewnętrznej sieci sterówek; u Sylviorthorhynchus sterówki są pozbawione tych „zadziorów”. A. subantarctica różni się od A. spinicauda tym, że ma przeciętnie większe i cięższe ciało (~ 25%), większy dziób (~ 15%), większy skok (~ 5%) i krótszy ogon (~ 16%). Lotki I i II rzędu są szarawe od spodu z białymi krawędziami.

### Holotyp
Holotypem jest dorosły samiec, obecnie znajdujący się w Narodowym Muzeum Historii Naturalnej w Chile. Został zebrany 22 lipca 2017 r. przez Omara Barroso (OB) i Juana C. Torresa-Murę (JCTM), na 56°31′17,1″S 68°42′59,3″W/-56,521410 -68,716470.
Długość całkowita osobnika to 145 mm; długość głowy i dzioba 32,4 mm; długość grzbietu dzioba mierzy 12,1 mm; wysokość dzioba u nasady 3,4 mm; szerokość dzioba równa się 3,4 mm; skrzydło mierzy 59 mm; długość skoku 21,8 mm; długość ogona wzdłuż środkowych sterówek 66 mm; masa ciała 15,1 g.
Czubek, kark i dziób jednolicie czarny, podzielone są szeroką i widoczną matowopomarańczową smugą przechodzącą przez oko, która rozciąga się na grzbiecie i łączy się z brązowym kolorem grzbietu. Inne górne partie są pełnobrązowe, z ciemnymi krawędziami, które stają się jednolite na zadzie. Spód jest białawy, podobnie jak gardło, pierś i brzuch, a na bokach i pokrywach podogonowych staje się ciemnopomarańczowy (ang. Tawny, fulvous). Brak plamy lęgowej; brak wypukłości kloaki, mało tłuszczu, brak śladów pierzenia na głowie, tułowiu, skrzydłach lub ogonie.

### Paratypy
Pierwszym paratypem jest młoda samica, MNHNCL/AVE 5440, zebrana 22 lipca 2017 r. na wyspie Gonzalo w archipelagu Diego Ramírez przez OB i JCTM. Takie samo ubarwienie jak u osobnika dorosłego, aczkolwiek niektóre części nóg są żółtawe. Brak plamy lęgowej; brak wypukłości kloaki, brak tłuszczu, brak pierzenia piór głowy, tułowia, skrzydeł lub ogona. Długość całkowita 150 mm; długość głowy i dzioba 33,6 mm; długość grzbietu dzioba 12,6 mm; wysokość dzioba u nasady 3,6 mm; szerokość dzioba 3,2 mm; długość skrzydła 63 mm; długość skoku 23 mm; długość ogona wzdłuż środkowych sterówek 69 mm; masa ciała 15,9 g. Drugim paratypem jest młody samczyk MNHNCL/AVE 5441, zebrany 22 lipca 2017 r. na wyspie Gonzalo w archipelagu Diego Ramírez przez OB i JCTM; takie samo zabarwienie jak u osobnika dorosłego, palce i skok żółtawe. Brak plamy lęgowej; brak wypukłości kloaki, brak tłuszczu, nie stwierdzono, aby przed zebraniem osobnika postępowało pierzenie piór głowy, tułowia, skrzydeł lub ogona. Długość całkowita 150 mm; długość głowy i dzioba 33,6 mm; długość grzbietu dzioba 12,9 mm; wysokość dzioba u nasady 3,5 mm; szerokość dzioba 3,3 mm; długość skrzydła 59 mm; długość skoku 23 mm; długość ogona wzdłuż środkowych sterówek 72 mm; masa 15,9 g.

## Ekologia
W przeciwieństwie do swych krewnych ptak ten wyprowadza lęgi w norach, a nie dziuplach wysokich drzew.
Na wyspach dominują trawy i inne małe polne rośliny, o wysokości 0,4–2 m i różne stanowiska mogą być w 50% do nawet 100% zakrzewione tego typu formacją roślinną. Istnieją tu również areały bez roślin, zwykle o podłożu skalistym lub błotnistym. Żyją tu ptaki morskie, jak albatros czarnobrewy (Thalassarche melanophris), albatros szarogłowy (T. chrysostoma; jedna z par opisywanego wróblowego wybudowała gniazdo tuż pod używanym gniazdem tego albatrosa), pingwin skalny (Eudyptes chrysocome), pingwin złotoczuby (E. chrysolophus), także gatunki żyjące w norach, jak pingwin magellański (Spheniscus magellanicus), petrelek modry (Halobaena caerulea) i nurzec czarnoszkrzydły (Pelecanoides urinatrix). Ptaki te mają wpływ na siedlisko koegzystującego z nimi A. subantarctica. Mimo to ich obecność sprzyja opisywanemu wróblowemu, bo te chronią go od potencjalnych drapieżników np. karakar falklandzkich (Phalcoboenus australis) i wydrzyków amerykańskich (Stercorarius chilensis).
Zaobserwowano, że ten garncarzowaty może poszukiwać pokarmu w parach bądź małych grupach (do 5 osobników). Gdy ptaki zobaczą intruza (w badaniach byli to ornitolodzy) z odległości 15–25 m, energicznie potrząsają ogonami i wydają odgłosy alarmowe, towarzyszy temu chwilowe wzlatywanie do góry, a następnie lądowanie na ziemi.